# Lonerock
Lonerock es una ciudad ubicada en el condado de Gilliam en el estado estadounidense de Oregón. En el año 2000 tenía una población de 24 habitantes y una densidad poblacional de 9.3 personas por km².

## Geografía
Lonerock se encuentra ubicada en las coordenadas 45°5′22″N 119°53′3″O / 45.08944, -119.88417.

## Demografía
Según la Oficina del Censo en 2000 los ingresos medios por hogar en la localidad eran de $12,500, y los ingresos medios por familia eran $20,938. Los hombres tenían unos ingresos medios de $0 frente a los $13,750 para las mujeres. La renta per cápita para la localidad era de $8,857. Alrededor del 33.3% de la población estaban por debajo del umbral de pobreza.